# Équipe d'Iran de beach soccer
L'équipe d'Iran de beach soccer est une sélection qui réunit les meilleurs joueurs iraniens dans cette discipline.
Elle connait ses premiers titres en 2013 en remportant le Championnat d'Asie et la Coupe intercontinentale.

## Histoire
Lors du Championnat d'Asie 2013, l'Iran s'impose 20-0 contre l'équipe des Philippines. Les Philippins passent 6 minutes sur 36 sans encaisser de but et ne perdent que 3-0 à la fin du premier tiers-temps. Mais les Iraniens sont ensuite partis à l'assaut des cages adverses et ont notamment inscrit 10 buts en troisième période. Sur la plage de Katara, à Doha, Mohammad Ahmadzadeh et Mohammad Ali Mokhtari réussissent un quadruplé chacun tandis que Farid Boloukbashi, Moslem Mesigar et Ali Naderi se sont contentés d'un hat-trick. Vainqueurs 3-2 des Émirats arabes unis en demi-finale, les Perses valident par la même occasion leur billet pour Tahiti. Dans la foulée, ils mettent un terme à la domination japonaise en s'imposant aux tirs au but à l'issue d'une finale haletante et remportent leur premier Championnat d'Asie.
L'Iran effectue ensuite une préparation très poussée. Au Belarus, il affronte et bat l’Ukraine. Puis vient à bout de l’Italie à deux reprises en Iran. Au moment d'aborder la Coupe du monde 2013, l'Iran fait partie des places fortes du beach soccer en Asie. La Team Melli participe au Mondial pour la 5e fois de son histoire. Seul le Japon fait mieux dans l'AFC. En dépit d'une certaine régularité, les Iraniens n'ont encore jamais réussi à franchir la phase de groupes malgré une victoire contre l'Espagne en 2007. En 2011, l'Iran concèdent trois courtes défaites avant de faire ses valises.
Tombé dans le groupe C composé du Brésil, multiple champion du monde, du Sénégal, champion d'Afrique et de l'Ukraine, et après quatre tentatives infructueuses, l’Iran fini par s’extirper de la phase de groupes de la Coupe du monde FIFA.À l’issue de la défaite 4-1 face au Brésil, la Team Melli dompte le Sénégal (5-3), avant de s’incliner (3-2) face à l’Ukraine. Battus deux fois en trois rencontres, Mohammad Ahmadzadeh et ses partenaires ne doivent leur salut qu’à leur nombre de buts encaissés, inférieur d'une unité à celui de l’Ukraine.  En quarts de finale, l’Iran tombe face à la Russie, championne du monde en titre. Entre les russes, victorieux de leurs trois premiers matches, et l'Iran, ce quart de finale parait sur le papier déséquilibré. Il n'en est rien. La Team Melli tient la dragée haute aux champions du monde en titre jusqu'au bout, avant de s'écrouler en fin de match (6-5).

## Palmarès
- Coupe du monde
  - Quart de finaliste en 2013 et 2025
  - Premier tour en 2006, 2007, 2008 et 2011

- Coupe intercontinentale (3)
  - Vainqueur en 2013, 2018 et 2019
  - Finaliste en 2016
  - 3e en 2015 et 2017

- Championnat d'Asie (4)
  - Vainqueur en 2013, 2017 , 2023 et 2025
  - Troisième en 2006, 2007 , 2008 , 2011 et 2015

## Effectif actuel
Effectif retenu pour la Coupe du monde 2017 :
| N° | Nom                 | Poste      |
| -- | ------------------- | ---------- |
| 1  | Peyman Hosseini     | Gardien    |
| 2  | Amir Akbari         | Défenseur  |
| 3  | Hassan Abdollahi    | Défenseur  |
| 4  | Mostafa Kiani       | Défenseur  |
| 5  | Mohammad Moradi     | Défenseur  |
| 6  | Ali Nazem           | Défenseur  |
| 7  | Ali Mirshekari      | Défenseur  |
| 8  | Farid Boulokbashi   | Ailier     |
| 9  | Mohammad Mokhtari   | Pivot      |
| 10 | Moslem Mesigar      | Pivot      |
| 11 | Mohammad Ahmadzadeh | Pivot      |
| 12 | Hamid Behzadpour    | Gardien    |
|    | Mohammad Mirshamsi  | Entraineur |